# El Señor de los Anillos: la batalla por la Tierra Media II
El Señor de los Anillos: la batalla por la Tierra Media II es la segunda entrega de la serie de videojuegos La batalla por la Tierra Media, basada en la obra El Señor de los Anillos de J. R. R. Tolkien. Desarrollado por Electronic Arts en colaboración con Sage, este videojuego de estrategia en tiempo real permite a los jugadores controlar a diversas facciones en su lucha por la Tierra Media. Disponible para PC y Xbox 360, el juego ofrece tanto modos de un jugador como multijugador, donde los jugadores pueden participar en batallas épicas y experimentar la rica narrativa del universo de Tolkien 

## Escaramuza
La opción de escaramuza nos permite realizar una partida local contra la I. A.. La partida empieza con una fortaleza y dos constructores, a partir de esto, se van construyendo edificios para reclutar tropas, comprar mejoras y conseguir recursos. Gana quien destruye todos los edificios al otro jugador. Además podemos crear nuestro propio héroe personalizado, vestirle con las armaduras y armas que tengan, agregarle un nombre, visión, salud, armadura, energía y más, además de darle poderes y mejoras.

## Campaña
La campaña de El Señor de los Anillos: la batalla por la Tierra Media II está dividida en dos campañas distintas, la campaña del Bien (elfos y enanos) y la del Mal (trasgos y Mordor) y cada una de ellas contiene 8 misiones. 

### Campaña del Bien
- Misión 1: Rivendel. Deberás defender Rivendel de los ataques de los Trasgos. Facción: Elfos

- Misión 2: Paso Elevado. Deberás destruir el campamento trasgo. Facción: Elfos

- Misión 3: Landas de Etten. Deberás rescatar a algunos soldados elfos de los trasgos, rescatar un pozo de ents y asediar la fortaleza del Rey Gorkil. Facción: Elfos

- Misión 4: Montañas Azules. Deberás matar al dragón Drogoth. Facción: Enanos

- Misión 5: Puertos Grises. Deberás reconquistar los Puertos Grises al enemigo. Facciones: Elfos y Enanos

- Misión 6: Río Celduin. En esta misión irás con Dáin II y un grupo de Enanos rescatando a grupos de Enanos y Hombres. Cuando todos estén rescatados, hay que destruir un campamento de los Orientales. Facción: Enanos

- Misión 7: Erebor. Hay que defender Erebor y Valle de un asedio enemigo. Facción: Enanos

- Misión 8: Dol Guldur. Con las tropas de Elfos y Enanos tendrás que atacar la fortaleza de Sauron en el Bosque Negro, Dol Guldur. Facción: Elfos y Enanos.

### Campaña del Mal
- Misión 1: Lothlórien. En esta misión hay que acabar con los defensores de Lórien y con Caras Galadon. Facción: Trasgos.

- Misión 2: Puertos Grises. Tendrás que invadir los Puertos Grises. Facción: Trasgos y Mordor

- Misión 3: La Comarca. En esta misión hay que derrotar a todos los dunedain de La Comarca y más tarde, derrotar a las fuerzas de Isengard con lengua de serpiente . Facción: Trasgos

- Misión 4: Fornost. Deberás invadir la fortaleza de Fornost, defendida por Dúnedain y por Enanos de las Montañas Azules. Facción: Trasgos

- Misión 5: El Bosque Negro. En esta misión hay que construir 5 torres de guardia para controlar el bosque negro. Facción: Mordor

- Misión 6: El Brezal Marchito. Deberás rescatar a los Dragones de fuego del cautiverio enano y llegar hasta Drogoth para pedirle ayuda. Facción: Mordor

- Misión 7: Erebor. Hay que asediar Erebor a los Enanos y Hombres. Facción: Mordor

- Misión 8: Rivendel. En esta misión habrá que destruir a Galadriel y sus acompañantes y destruir dos fortalezas. Facción: Trasgos y Mordor

## Servicio de multijugador en línea

### Xbox Live
El servicio Xbox Live, cómo en muchos juegos de Xbox 360, también se encuentra presente en El Señor de los Anillos: la batalla por la Tierra Media II, en el que se nos permitirá descargar contenido, parches y además realizar partidas contra otros jugadores hasta un máximo de 4.

### PC
En El Señor de los Anillos: la batalla por la Tierra Media II para PC, hay también una opción en la que se puede jugar contra otros jugadores en línea y descargar contenido. En la actualidad los servidores ya no están disponibles pero se puede jugar por red hamachi o programas similares.